# Уфа (річка)
Уфа́ (рос. Уфа́; башк. Өфө) — річка в Росії, на Уралі і в Передураллі, в Челябінській, Свердловській областях і Башкортостані, права притока річки Біла (сточище Волги). Довжина 918 км, сточище 53 100 км², середня витрата води 388 м³/сек біля Павловської ГЕС, найбільша 3 740 м³/сек, найменша 55 м³/сек.
Бере початок з Уфимського озера на хребті Уралтау. У верхів'ях — гірська річка, тече у вузькій долині, є пороги; в середньому і нижній течії звивиста. У басейні розвинений карст. Живлення переважне снігове. Замерзає в кінці жовтня — початку грудня, розкривається в квітні — початку травня. Води широко використовуються для водопостачання.
В басейні річки близько 600 озер загальною площею 218 км². На Уфі Нязєпетровське водосховище. Судноплавна на 135 км вище Павловської ГЕС і на 170 км нижче. Сплавна. На річці міста — Красноуфимськ, Уфа.
Уфа — місце водних походів, які набирають популярність. Річка відноситься до першої (найпростішої) категорії складності, протікає по красивій місцевості.